# بازی ویدئویی چندنفره
بازی ویدئویی چندنفره (به انگلیسی: Multi-player Game) سبکی از بازی‌های ویدئویی است که در آن بیش از یک نفر می‌تواند در محیط بازی در همان زمان محلی بازی، یا (به عنوان مثال برادران سوپر ماریو) یا به‌صورت آنلاین از طریق اینترنت (به عنوان مثال دنیای وارکرفت، ندای وظیفه). بازی‌های چندنفره معمولاً بازیکنان را ملزم می‌کنند که منابع یک سیستم بازی واحد را به اشتراک بگذارند یا از فناوری شبکه برای بازی با هم در مسافت بیشتری استفاده کنند. بازیکنان ممکن است همراه با یک یا تعداد بیشتری بازی‌کننده با یکدیگر رقابت، کار یا همکاری کنند یا با آن‌ها برای رسیدن به یک هدف مشترک و گاهی با نظارت بازیکنان دیگر، به بازی بپردازند. بازی‌های چندنفره به بازیکنان امکان تعامل با سایر افراد را در مشارکت یا رقابت می‌دهد و ارتباطات اجتماعی در بازی‌های تک‌نفره را برای آن‌ها فراهم می‌کند.

## تعریف
بازی‌های ویدئویی چندنفره بازی‌های ویدئویی هستند که در آن بیش از یک بازیکن اجازهٔ ورود به بازی و تکمیل مراحل آن را دارند. چنین بازی‌هایی با بازی‌های ویدئویی تک‌نفره مقایسه می‌شوند که در آن تنها یک بازیکن توانایی پیشبرد بازی را دارد. در این نوع بازی‌های ویدئویی، چندین بازیکن قابلیت اجرای بازی را در طول داستان یا قسمت‌هایی که مخصوص قسمت چندنفره طراحی شده‌اند، دارند.

## چندنفرهٔ ناهمزمان
چندنفرهٔ ناهمزمان نوعی از بازی چندنفره است که در آن بازیکنان مجبور نیستند همزمان در حال بازی باشند.

## پیشینه

### غیرشبکه‌ای شده
برخی از بازی‌های کامپیوتری اولیه، از جمله بازی‌های ورزشی اولیه (نظیر Tennis For Two محصول ۱۹۵۸ و Pong محصول ۱۹۷۲)، بازی‌های تیراندازی اولیه (نظیر Spacewar! محصول ۱۹۶۲)، و بازی‌های مسابقه‌ای اولیه (نظیر Astro Race محصول ۱۹۷۳) بازی‌های دونفره بودند. اولین نمونه‌های بازی‌های چندنفره غیر نوبتی روی سامانهٔ PLATO system حدود سال ۱۹۷۳ طراحی شدند. بازی‌های چندنفره‌ای که روی آن سامانه ساخته شده بودند عبارت بودند از Empire محصول ۱۹۷۳ و Spasim محصول ۱۹۷۴؛ مورد دوم یکی از نخستین بازی‌های تیراندازی اول شخص بود. بازی‌های دیگر کامپیوتری شامل حالت بازی چندنفرهٔ نوبتی بودند که در دستگاه‌های بازی آرکید رومیزی محبوبیت داشتند. در چنین بازی‌هایی حق بازی در شرایطی خاص (معمولاً پس از سوختن جان) عوض می‌شد. معمولاً امتیازات تمامی بازیکنان روی صفحه نمایش داده می‌شد تا آن‌ها بتوانند موقعیت نسبی (رتبه) خود را ببینند.
بازی‌های Gauntlet محصول ۱۹۸۵ و Quartet محصول ۱۹۸۶ حالت بازی کردن ۴ نفرهٔ همکارانه را به آرکید معرفی کردند. کنسول‌های این بازی‌ها عریض‌تر بودند تا زمینهٔ استفاده از چهار سِتِ کنترلر را فراهم نمایند.

### شبکه‌ای‌شده
اولین جلسات سریال مقیاس بزرگ با استفاده از یک کامپیوتر واحد STAR (براساس Star Trek) , OCEAN (نبردی با استفاده از کشتی‌ها، زیردریایی‌ها و هلی‌کوپترها، با بازیکنان تقسیم‌شده بین دو شهر درگیر) و CAVE 1975 (براساس Dungeons and Dragons)، ساخته شده توسط کریستوفر کالدول (با هنر کار و پیشنهادها راجر لانگ و کدگذاری مونتاژ توسط رابرت کنی) در دانشگاه نیوهمپشایر DECsystem-10 90. سیستم رایانه‌ای دانشگاه صدها ترمینال داشت که از طریق خوشهٔ PDP-11 برای دسترسی دانشجو، معلم و کارکنان (از طریق خطوط سریال) متصل می‌شدند. این بازی‌ها بر روی هر ترمینال (برای هر بازیکن) برنامه‌ای در حال اجرا بودند که بخشی از حافظهٔ مشترک را به اشتراک می‌گذارد (معروف به «بخش بالای» در سیستم عامل TOPS-10). این بازی‌ها محبوب شدند و دانشگاه اغلب آن‌ها را به دلیل استفاده از RAM ممنوع می‌کرد. STAR بر اساس برنامهٔ بیسیک تک‌کاربره و چرخش‌گرا سال ۱۹۷۴ استار، نوشته‌شده توسط مایکل اوشوگنی در UNH.
کن واسرمن و تیم استرایکر در مقالهٔ 1980 BYTE سه عاملی را که باعث جذابیت بازی‌های رایانه‌ای تحت شبکه می‌شود، شناسایی کردند: 
1. چندین انسان به جای کامپیوتر با یکدیگر رقابت می‌کنند
2. اطلاعات ناقص منجر به تعلیق و خطرپذیری می‌شود
3. بازی در زمان واقعی نیاز به واکنش سریع دارد

واسرمن و استرایکر نحوهٔ شبکه‌سازی دو کامپیوتر کمودور پی‌ای‌تی را با کابل شرح دادند. مقالهٔ آن‌ها شامل یک داربازی نوع دو نفره است و پیچیده‌تر بودن فلش حملهٔ نویسندگان را توصیف می‌کند. شرکت تجهیزات دیجیتال نسخه چند کاربره دیگری از Star Trek , Decwar را بدون به‌روزرسانی صفحه در زمان واقعی توزیع کرد. به‌طور گسترده توزیع شد به دانشگاه‌های دارای DECsystem-10s. در سال ۱۹۸۱ کلیف زیمرمن با استفاده از گرافیک‌های سری VT100 ادای احترام به Star Trek را در MACRO-10 برای DECsystem-10s و -20s انجام داد. "VTtrek" در یک جهان سه بعدی چهار بازیکن فدراسیون را مقابل چهار کلینگون قرار داد.
Flight Simulator II که در سال ۱۹۸۶ برای Atari ST و Commodore Amiga منتشر شد، به دو بازیکن امکان اتصال از طریق مودم یا کابل سریال را داد و با هم در یک محیط مشترک پرواز کردند.
MIDI Maze، یک شوتر اول شخص اولیه است که در سال ۱۹۸۷ برای آتاری اس‌تی منتشر شد، قبل از این‌که بازی‌های تحت اترنت و اینترنت رایج شود، از طریق رابط Midi چندنفره شبکه داشت. در نظر گرفته شده‌است اولین تیرانداز سه‌بعدی چندنفره در یک سیستم جریان اصلی و اولین بازی اکشن چندنفرهٔ شبکه‌ای (با پشتیبانی از حداکثر ۱۶ بازیکن). در سال ۱۹۹۱ پورت‌هایی را به تعدادی از سیستم عامل‌ها (از جمله گیم بوی و سوپر نینتندو) تحت عنوان Faceball 2000 دنبال کرد، و این امر را به عنوان یکی از اولین تیراندازهای اول شخص دستی چند پلتفرمی و نمونهٔ کنسول اولیهٔ این ژانر معرفی کرد.
حالت‌های بازی چندنفرهٔ شبکه‌ای به "netplay" معروف هستند. اولین عنوان محبوب بازی ویدئویی با نسخهٔ Local Local Network (LAN)، 1991 Spectre for the Apple Macintosh، دارای پشتیبانی AppleTalk برای حداکثر هشت بازیکن است. محبوبیت Spectre تا حدی نسبت داده شد به نمایش نام یک بازیکن در بالای cybertank آن‌ها. Doom در سال ۱۹۹۳ دنبال شد، که اولین نسخهٔ شبکهٔ آن به چهار بازیکن همزمان امکان‌پذیر بود.